# Yleuxas bradleyi
Yleuxas bradleyi är en fjärilsart som beskrevs av Pierre E.L. Viette 1951. Yleuxas bradleyi ingår i släktet Yleuxas och familjen rotfjärilar. Inga underarter finns listade i Catalogue of Life.